# Hrabstwo Missoula
Hrabstwo Missoula (ang. Missoula County) – hrabstwo w stanie Montana w Stanach Zjednoczonych. Obszar całkowity hrabstwa obejmuje powierzchnię 2618,34 mil² (6781,47 km²). Według szacunków United States Census Bureau w roku 2009 miało 108 623 mieszkańców. Jego siedzibą jest Missoula.
Hrabstwo powstało w 1864 roku.

## Miasta
- Missoula

## CDP
- Bonner-West Riverside
- Carlton
- Clinton
- Condon
- East Missoula
- Evaro
- Frenchtown
- Huson
- Lolo
- Orchard Homes
- Piltzville
- Seeley Lake
- Wye